# Coulee City (Washington)
Coulee City es un pueblo ubicado en el condado de Grant en el estado estadounidense de Washington. En el año 2000 tenía una población de 600 habitantes y una densidad poblacional de 233,6 personas por km².

## Geografía
Coulee City se encuentra ubicada en las coordenadas 47°36′43″N 119°17′27″O / 47.61194, -119.29083.

## Demografía
Según la Oficina del Censo en 2000 los ingresos medios por hogar en la localidad eran de $25.938, y los ingresos medios por familia eran $42.500. Los hombres tenían unos ingresos medios de $31.375 frente a los $17.250 para las mujeres. La renta per cápita para la localidad era de $14.411. Alrededor del 22,1% de la población estaban por debajo del umbral de pobreza.